# Le Banni (roman de Michelle Paver)
Pour les articles homonymes, voir Le Banni (homonymie).
Le Banni (Outcast) est le quatrième tome de la série Chroniques des temps obscurs écrite par Michelle Paver, publié originellement en 2007 au Royaume-Uni puis l'année suivante en France. Il est le premier de la série traduit en français par Blandine Longre, succédant à Bertrand Ferrier.

## Résumé
Après que son terrible secret a été révélé, Torak est envoyé loin des clans, et il n'est même pas autorisé à voir Renn ou Loup. Il se dirige vers le Lac Tête-de-Hache et les Roselières, là où est caché le Peuple Caché, avec la même pensée en tête : La Mangeuse d'âme Seshru. Le Mage du Clan de la Loutre raconte à Renn que sa destinée est d'utiliser sa Magie pour sauver Torak, avec le soutien du cousin de Torak, du Clan du Phoque, Bale.
Torak révèle à la fin du chapitre 1 qu'il est un « Mangeurs d'âmes », marqué de leur trident pour harponner les âmes, sur son sternum. Torak est forcé de s'exiler après avoir montré le tatouage aux clans (par la faute du fils du Chef du Clan du Sanglier, Aki)
Renn révèle plus tard qu'elle est la fille de la Mangeuse d'âmes Seshru, la Mage du Clan des Vipères et présente ses excuses au grand désarroi de Torak, en lui disant « qu'il n'a jamais été le bon moment ». Torak se sent mal devant le fait qu'elle a été capable de lui mentir durant deux étés, et commence à croire que lui-même n'a pas de véritable ami. Toutefois, à la fin, Renn et Torak se réconcilient après la mort de Seshru tuée par Bale, le cousin de Torak.